# Il commissario Moulin
Il commissario Moulin  (Commissaire Moulin; anche Commissaire Moulin... police judiciaire) è una serie televisiva francese che è andata in onda dal 1976 al 1982, per poi riprendere con nuove puntate dal 1989. Noto anche come Il commissario Moulin della polizia giudiziaria.

## Episodi
| Stagione         | Episodi | Prima TV originale | Prima TV Italia |
| ---------------- | ------- | ------------------ | --------------- |
| Prima stagione   | 13      | 1976-1978          |                 |
| Seconda stagione | 6       | 1980-1982          |                 |
| Terza stagione   | 6       | 1989-1990          |                 |
| Quarta stagione  | 6       | 1991-1992          |                 |
| Quinta stagione  | 13      | 1993-1999          |                 |
| Sesta stagione   | 8       | 2000-2001          |                 |
| Settima stagione | 8       | 2002-2003          |                 |
| Ottava stagione  | 10      | 2004-2008          |                 |

## Attori in ruoli principali in singoli episodi
- Jean-Claude Dauphin (Ricochets, 1976)
- Pierre Vernier (La peur des autres, 1976)
- Paul Crauchet (Choc en retour, 1976)
- Tsilla Chelton (Petite hantise, 1977)
- Michel Auclair (Affectation spéciale, 1977)
- Olga Georges-Picot (Fausse note, 1978)
- Lorraine Bracco (Le transfuge, 1980)
- Claude Jade (L'amie d’enfance, 1981)
- Raymond Pellegrin (La bavure, 1981)
- Paul Le Person (Le Patron, 1982)
- Dominique Paturel (Une promenade en fôret, 1982)
- Bruno Pradal (Match nul, 1990)
- Charles Gérard (Bras d’honneur, 1990)
- Dani (Non-assistance à personne en danger, 1992)
- Jacques Dacqmine (L... comme Lennon, 1992)
- Philippe Leroy (Syndrome de ménace, 1993)
- Viktor Lazlo (Mort d'un officier de police, 1994)
- Jean-Pierre Kalfon (Le récidiviste, 1994)
- Michel Creton (Silence radio, 1998)
- François Dunoyer (Au nom des enfants, 2001)
- Roger Dumas (Un flic sous influence, 2001)
- Étienne Chicot (Série noire, 2003)
- Anthony Delon (Bandit d’honneur, 2004)
- Christopher Buchholz (Un coupable trop parfait, 2005)
- Johnny Hallyday (Kidnapping, 2005)
- Christian Vadim (Le profil de tueur, 2006)
- Paul Barge (La promesse, 2006)
- Mathieu Carrière (La dernière affaire, 2006)